# Międzynarodowe Mistrzostwa w Biegach Przełajowych 1972
59. Międzynarodowe mistrzostwa w biegach przełajowych – zawody lekkoatletyczne, które odbyły się 18 marca 1972 roku w Cambridge w Anglii.
Były to ostatnie międzynarodowe mistrzostwa w biegach przełajowych organizowane przez Międzynarodową Unię Biegów Przełajowych. Od następnego roku rozgrywane były mistrzostwa świata w biegach przełajowych organizowane przez IAAF.

## Rezultaty

### Seniorzy
Bieg rozegrano na dystansie 12,1 kilometra.

#### Indywidualnie
| Medal  | Zawodnik        | Czas      |
| Złoto  | Gaston Roelants | 37:43 min |
| Srebro | Mariano Haro    | 38:01 min |
| Brąz   | Ian Stewart     | 38:20 min |

#### Drużynowo
Do punktacji drużynowej liczyła się suma miejsc sześciu najlepszych zawodników każdej reprezentacji. 
| Medal  | Zawodnicy | Czas    |
| Złoto  | Anglia · Trevor Wright (5.) · Tony Simmons (8.) · Alan Rushmer (15.) · Colin Robinson (16.) · Grenville Tuck (18.) · Keith Angus (22.)                     | 84 pkt  |
| Srebro | Maroko · Haddou Jaddour (9.) · Mohamed Ben Abdelsalem (11.) · Mejjati Lahcen (12.) · Moumoh Haddou (13.) · Amakdouf Layachi (24.) · Ghazi Ben Lahcen (25.) | 94 pkt  |
| Brąz   | Belgia · Gaston Roelants (1.) · Erik De Beck (7.) · Karel Lismont (17.) · René Goris (34.) · François Blommaerts (38.) · Gilbert Hanssens (43.)            | 203 pkt |

### Juniorzy
Bieg rozegrano na dystansie 7 kilometrów.

#### Indywidualnie
| Medal  | Zawodnik      | Czas      |
| Złoto  | Aldo Tomasini | 23:20 min |
| Srebro | Jim Brown     | 23:35 min |
| Brąz   | Franco Fava   | 23:45 min |

#### Drużynowo
Do punktacji drużynowej liczyła się suma miejsc trzech najlepszych zawodników każdej reprezentacji.
| Medal  | Zawodnicy                                                                 | Punkty |
| Złoto  | Włochy · Aldo Tomasini (1.) · Franco Fava (3.) · Luca Bigatello (15.)     | 19 pkt |
| Srebro | Anglia · David Black (4.) · Barry Smith (6.) · Dennis Coates (12.)        | 22 pkt |
| Brąz   | Maroko · Larbi M'Hidra (5.) · Ahmed Roubial (7.) · Mohamed Chahin (14.) · | 26 pkt |

### Kobiety
Bieg rozegrano na dystansie 4,5 kilometra.

#### Indywidualnie
| Medal  | Zawodniczka    | Czas      |
| Złoto  | Joyce Smith    | 16:11 min |
| Srebro | Eileen Claugus | 16:13 min |
| Brąz   | Rita Ridley    | 16:19 min |

#### Drużynowo
Do punktacji drużynowej liczyła się suma miejsc czterech najlepszych zawodniczek każdej reprezentacji.
| Medal  | Zawodniczki                                                                                             | Punkty |
| Złoto  | Anglia · Joyce Smith (1.) · Rita Ridley (3.) · Sheila Carey (7.) · Ann Yeoman (11.)                     | 22 pkt |
| Srebro | Stany Zjednoczone · Eileen Claugus (2.) · Caroline Walker (9.) · Beth Bonner (14.) · Deborah Roth (15.) | 40 pkt |
| Brąz   | Szkocja · Margaret Coomber (5.) · Mary Stewart (17.) · Christine Haskett (19.) · Ann Barrass (23.)      | 64 pkt |